# Synagogue d'Oni
La synagogue d'Oni est une synagogue à Oni en Géorgie.

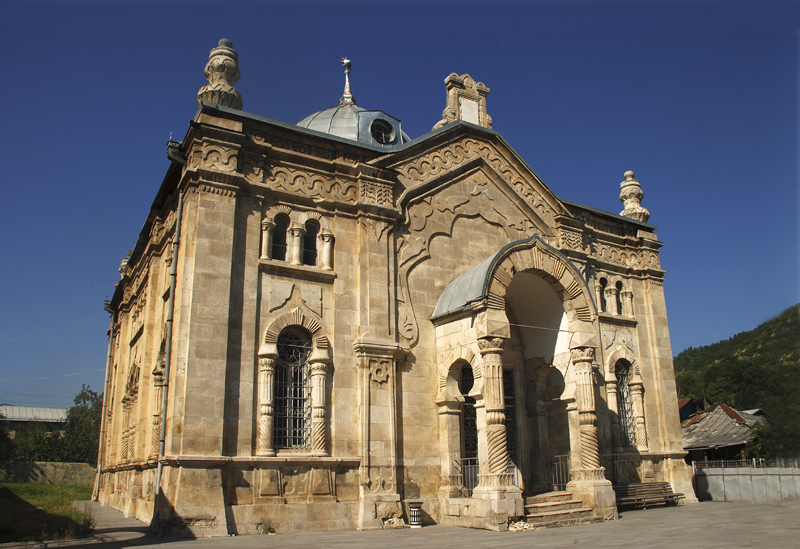
Façade du bâtiment

## Histoire
La synagogue est construite en 1895, dans un style éclectique. Elle est la troisième plus grande du pays après la Grande synagogue de Tbilissi et la synagogue de Koutaïssi.
Elle n'est plus en fonction mais peut être visitée. 

## Galerie

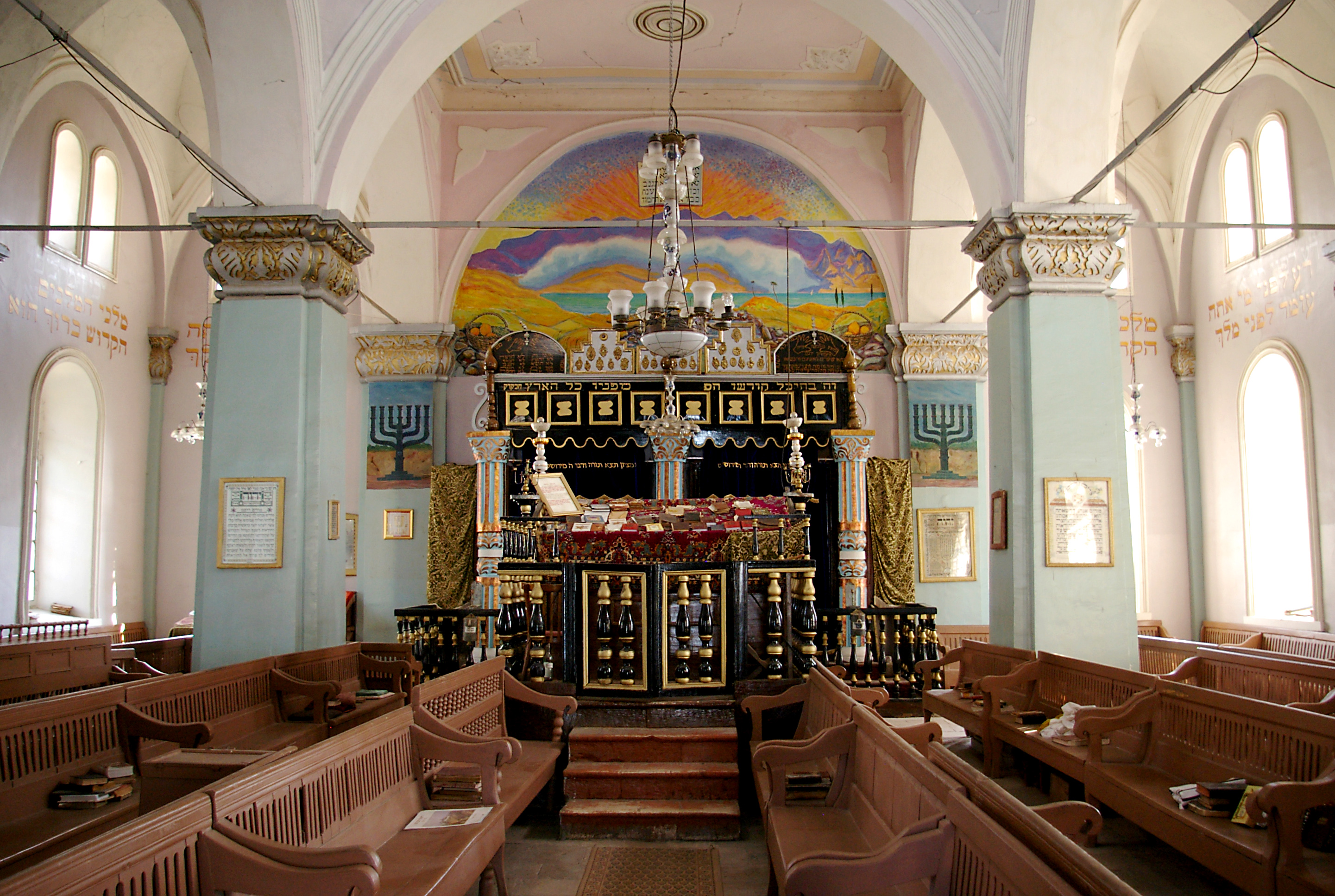
Intérieur du bâtiment
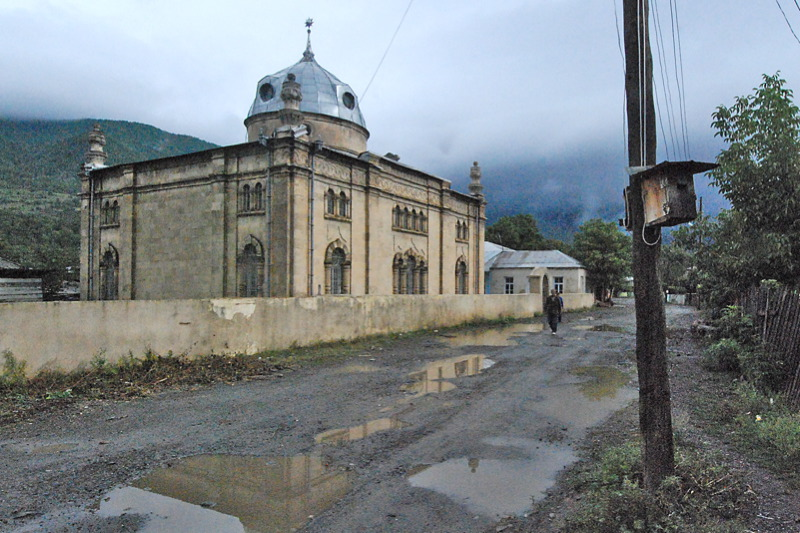
Dos du bâtiment